# Nowkār-e Nakhlī
Nowkār-e Nakhlī (persiska: نوكار نخلی, نُوكار مُخی, نُوكالِ مُخی, شیف نوکال نخلی, Shīf Nowkāl-e Nakhlī, نوكال نخلی) är en ort i Iran.   Den ligger i provinsen Bushehr, i den centrala delen av landet, 700 km söder om huvudstaden Teheran. Nowkār-e Nakhlī ligger 15 meter över havet och antalet invånare är 164.
Terrängen runt Nowkār-e Nakhlī är mycket platt. Runt Nowkār-e Nakhlī är det ganska tätbefolkat, med 222 invånare per kvadratkilometer. Närmaste större samhälle är Āb Pakhsh, 19,7 km norr om Nowkār-e Nakhlī. Trakten runt Nowkār-e Nakhlī är ofruktbar med lite eller ingen växtlighet.